# Limena
Limena – miejscowość i gmina we Włoszech, w regionie Wenecja Euganejska, w prowincji Padwa.
Według danych na rok 2004 gminę zamieszkiwały 6842 osoby, 456,1 os./km².